# 킴 콜즈

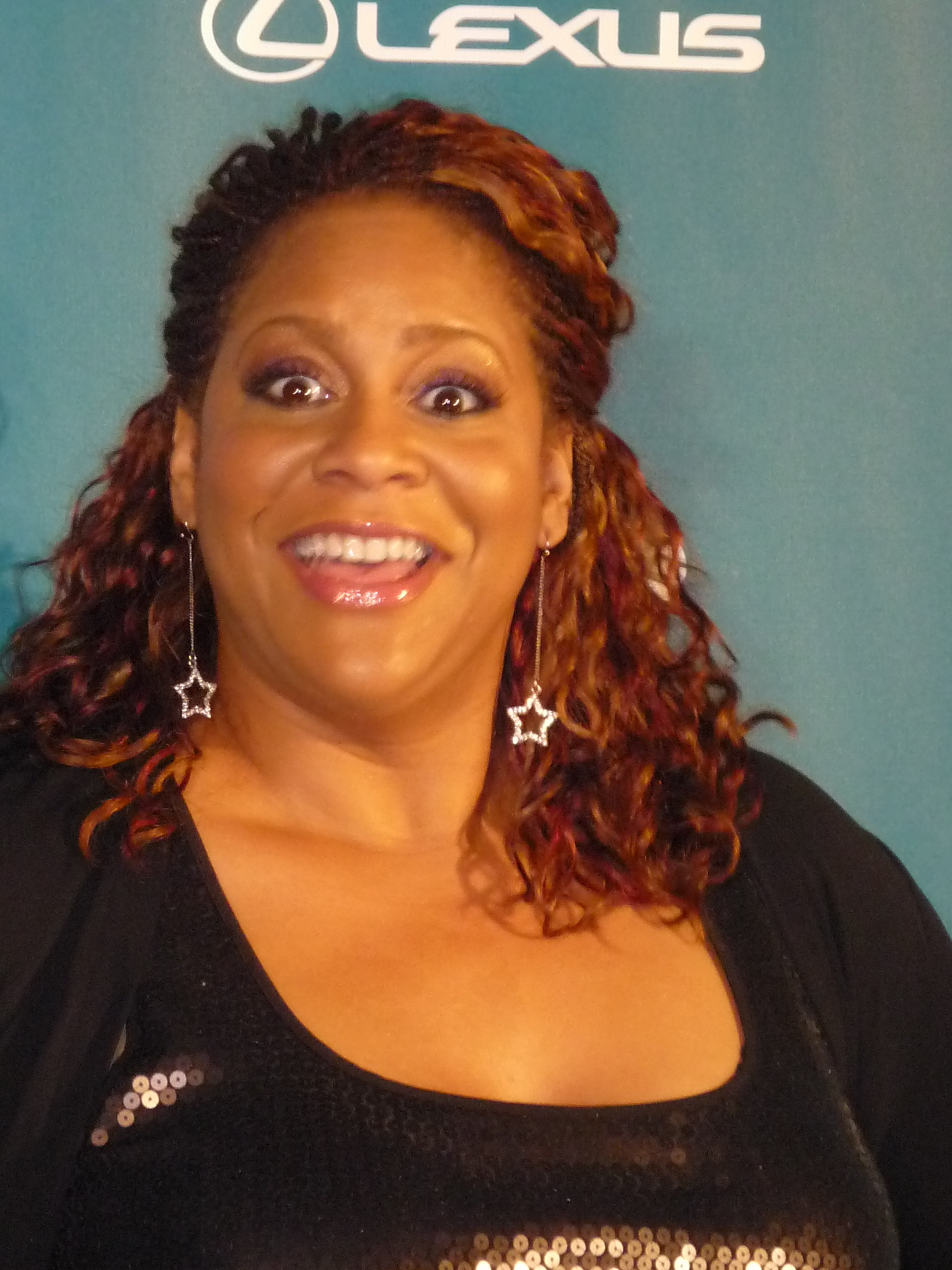

킴 콜즈(Kim Coles, 1962년 1월 11일 ~ )는 미국의 배우, 텔레비전 배우, 영화배우이다.
브루클린에서 태어났다.

## 출연 작품

### 영화
- 엄밀한 일 (1991, Strictly Business)
- Kids in America (2005) - 로레타 젠킨스 역

### 텔레비전
- Living Single (1993-98)
- One on One (2002-04)